# نظرية ذاتية للقيمة
النظرية الذاتية للقيمة هي إحدى نظريات القيمة التي تعمل على تقديم فكرة أن قيمة منتج ما لا يتم تحديدها عن طريق أي ملكية متأصلة للمنتج ولا عن طريق كمية العمل المطلوب لإنتاج هذا المنتج بيد أنه يتم تحديد القيمة البديلة عن طريق أهمية السلعة بالنسبة للفرد فيما يخص تحقيقها لأهدافها المنشودة. وتُعد هذه النظرية هي أحد المفاهيم الأساسية للمدرسة النمساوية للاقتصاد، إلا أنها أيضًا مقبولة من معظم مدارس الاقتصاد الأخرى ذات «الاتجاه السائد». في حين طور كل من وليم ستانلي جيفونز وليون والراس وكارل منجر النسخة الحديثة من هذه النظرية في أواخر القرن التاسع عشر، فقد تقدمت بالفعل في العصور الوسطى والنهضة ولكنها لم تكسب قبولاً واسع الانتشار في ذلك الوقت.

## نظرة عامة
في سياق السوق الحر، تأتي عدة استنتاجات رئيسية من النظرية. وتتعارض النظرية مع الإصدارات القيمية لنظرية العمل الخاصة بالقيمة والتي يرد فيها أنه يجب أن تكون القيمة المتبادلة لمنتج ما تناسبية مع كم العمل الضروري اجتماعياً لإنتاجه. وتُعتبر النظرية الذاتية للقيمة إنكارًا للقيمة الحقيقية، فهي تؤدي إلى النتيجة بأن ليس هناك سعر مناسب للمنتج أو الخدمة عوضًا عن المعدل الذي تتداول به في السوق الحر. وفي حين تم استخدام نظرية العمل الخاصة بالقيمة للحكم على الربح كعملية استغلال، نجد أن النظرية الذاتية للقيمة تنكر أن الحيازة وهي أن: يقوم المشتري في السوق الحر والذي يعرض دفع سعر أقل من السعر المكافئ لكم العمل المستخدم في إنتاج المنتج ويوصل فقط معلومات للبائع حول قيمة المنتج المحتمل إنتاجه للمشتري. (لا يكون السعر المعروض مقياسًا على القيمة الذاتية؛ بل هو فقط وسيلة للتواصل بين البائع والمشتري.) حيث يكون العرض عبارة عن التعبير عن رأي المشتري الذي يكون للبائع الحرية في رفضه.
تدعم النظرية الذاتية للقيمة الاستدلال بأن التجارة الطوعية هي عبارة عن منفعة متبادلة، حيث يقوم الفرد بشراء شيء ما لأنه يقدره بقيمة أكبر من تقديره لقيمة ما يعرضه في التجارة؛ فيما عدا ذلك لن يقوم بالعملية التجارية ولكنه سيحتفظ بالشيء الذي يقدره بنحو أكثر ارتفاعًا من حيث القيمة. وبالمثل يوافق البائع على العملية التجارية فقط عند كون تقديره لقيمة المنتج أقل من السعر الذي سيحصل عليه. ففي السوق الحر، يدخل كلا الطرفين لذلك التبادل معتقدين أنهما سيحصلون على قيمة أكبر من التي يتعاملون بها مع الطرف الآخر.
وبالتالي، يؤدي ذلك إلى نتيجة ثالثة مهمة: زيادة العمل المجرد في التجارة الطوعية للثروة الإجمالية في المجتمع حيث تُدرك الثروة بأنها تقدير الفرد الذاتي لكافة ممتلكاته، وعلى عكس نظريات القيمة الحقيقية، والتي تتجه إلى دعم نتيجة إما أن تكوين الثروة هو أمر غير ممكن حدوثه (إجمالي- صفر) أو أن تكوين الثروة هو أمر ممكن فقط عند تطبيق العمل، حيث تعتبر نظرية القيمة الذاتية أنه يمكن للمرء أن يكوّن القيمة ببساطة عن طريق تحويل ملكية شيء ما إلى شخص يُقدّر قيمة هذا الشيء بنحو أكثر ارتفاعًا، دون تعديل بالضرورة هذا الشيء.

## تناقض قيمة الماء والماس
لقد تم تعديل تطور النظرية الذاتية للقيمة جزئيًا بسبب الحاجة إلى حل ما يُسمى تناقض القيمة والذي حيّر العديد من علماء الاقتصاد القدامى. فقد ظهر هذا التناقض، ويُشار إليه وصفيًا أيضًا كالتناقض في قيمة الماء والماس، عندما نُسبت القيمة إلى أشياء مثل كم العمل المستخدم في إنتاج منتج ما أو بدلاً من ذلك إلى قياس موضوعي لمدى الاستفادة من منتج ما. وبناءً على هذه المقاييس كيف يمكن للماس أن يكون ذا قيمة أكبر من الماء؟ فقد أخفق قياس مدى الاستفادة أو «المنفعة» في حل هذا التناقض لأنه من الواضح أن الماء هو أكثر نفعًا للفرد من الماس. ولكن تتمثل النظرية في أن كم العمل المستخدم في إنتاج منتج ما والذي يُحد من قيمته عدم جودته بنفس الدرجة لأنه يمكن للفرد أن يكتشف بالصدفة وجود الألماس بسهولة أثناء خروجه للتنزه مثلاً وهو الأمر الذي يتطلب منه عملاً أقل، ولكن يبقى في النهاية قيمة الألماس أكبر من قيمة الماء.
كانت النظرية الذاتية للقيمة عبارة عن محاولة لحل هذا التناقض وذلك بافتراض أنه لم يحدد الأفراد القيمة الذين يختارونها بين الفئات المجردة من السلع بأكملها مثل كافة كميات المياه في العالم مقابل كل الألماس الموجود في العالم. وبالأحرى يجد الفرد الفاعل نفسه أمام الاختيار بين كميات محددة من المنتجات، ويتحدد هذا الاختيار عن طريق معرفة أي منتج من كمية بعينها سيرضي الأفراد بأعلى مرتبة من التفضيل الذاتي أو الهدف المنشود أكثر.

## الانتقادات
زعم عالم الاقتصاد بول ماتيك أن النظرية الذاتية للقيمة تؤدي إلى الاستدلال الدائري. حيث يُفترض للأسعار أن تقيس «المنفعة الحدية» للسلعة. ومع ذلك يتطلب من المستهلك الأسعار من أجل عمل التقييمات حول أفضل طريقة لتحديد أقصى حد لرضاه. ولذا تكون القيمة الذاتية «قائمة على الاستدلال الدائري، على الرغم من محاولتها توضيح الأسعار، حيث كانت الأسعار ضرورية لإيضاح المنفعة الحدية».